# Madrid–Jaén nagysebességű vasútvonal

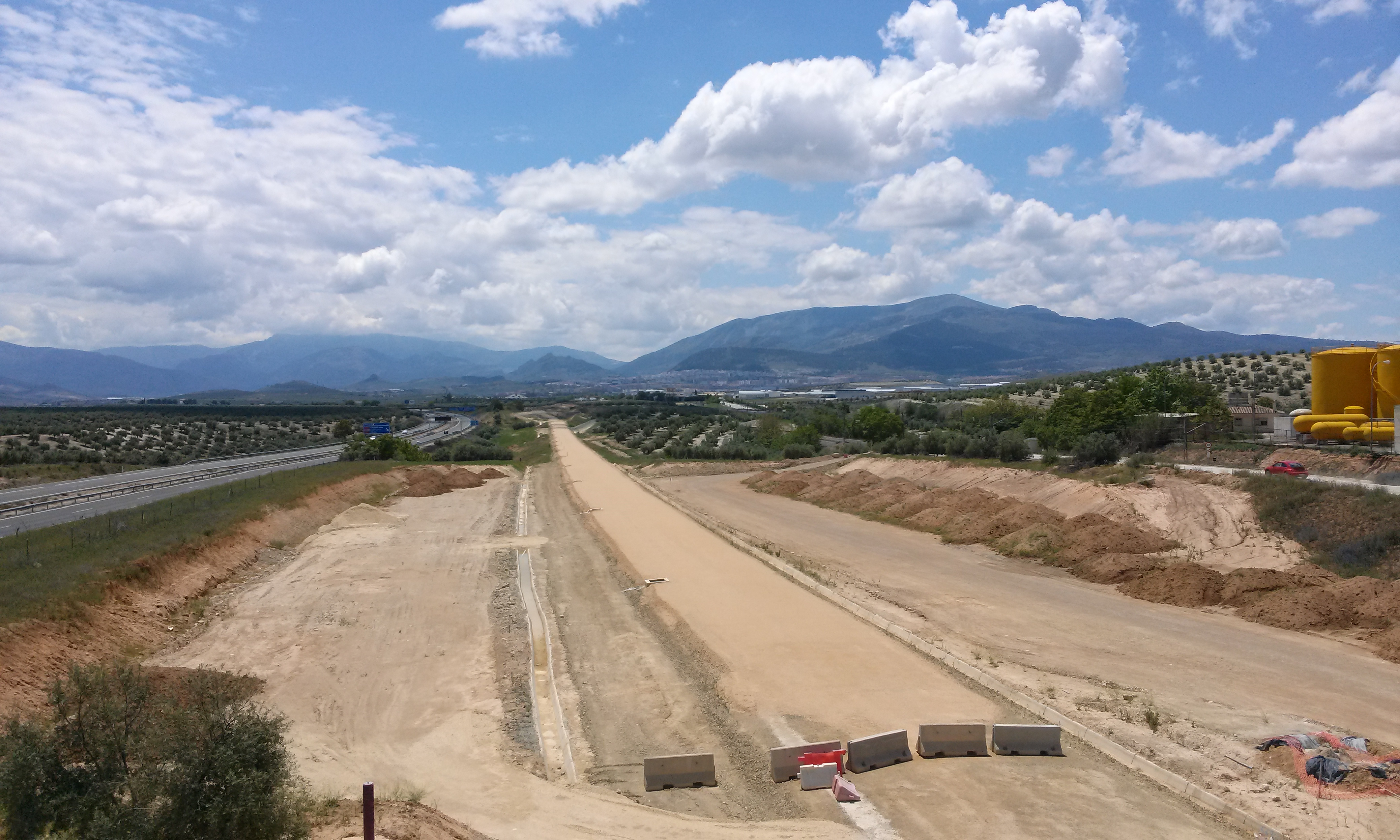
Az épülő új pálya

A Madrid–Jaén nagysebességű vasútvonal egy építés alatt álló nagysebességű vasútvonal Spanyolországban Madrid és Jaén között. A vasútvonalon a vonatok engedélyezett legnagyobb sebessége 250 km/h lesz.
Jelenleg Madridból Jaénba a Madrid–Sevilla nagysebességű vasútvonalon lehet eljutni Jaénba. Estación de Linares-Baeza állomásig a pálya normál nyomtávolságú, majd onnan nyomtávváltás után lehet majd 1668 mm-es nyomtávolságon a végállomásig haladni.